# Аліксійчук Олена Станіславівна
Оле́на Станісла́вівна Вільча́нська, у шлюбі Аліксійчу́к (* 14 вересня 1969, Кам'янець-Подільський) — українська фольклористка, музична педагогиня. Членкиня Національної всеукраїнської музичної спілки. Кандидатка педагогічних наук (2000).

## Біографічні відомості
Олена Аліксійчук виросла в родині, де завжди була в пошані українська народна пісня. Оленина мама — музичний педагог, бабуся Олена Чала гарно співає, знає багато народних пісень. Олена навчалася в Кам'янець-Подільській міській дитячій музичній школі (клас фортепіано), закінчила її 1983 року.
1987 року Олена з відзнакою закінчила Кам'янець-Подільський училище культури (кваліфікація — керівник самодіяльного оркестру народних інструментів). Займалася в класі диригування та в класі акордеона. Далі закінчила педагогічний факультет Кам'янець-Подільського педагогічного інституту (нині Кам'янець-Подільський національний університет), здобула фах учителя початкових класів і музики. Займалася в Бориса Ліпмана (клас хорового диригування) та Тетяни Карпенко (клас фортепіано).
Навчалася в аспірантурі Національного педагогічного університету імені Михайла Драгоманова. 2000 року захистила кандидатську дисертацію «Морально-естетичне виховання молодших школярів засобами української народної музики».
Працює в Кам'янець-Подільському національному університеті — старша викладачка, згодом доцентка кафедри методики музичного виховання, вокалу та хорового диригування.
Олена Аліксійчук збирає народні пісні Поділля. Серед записаних нею пісень (зокрема, і від своєї бабусі) є подільські колядки «Над церквою Олександрівськой», «Прийшов молодец та під Каменец», «На Різдво Христове», «А у теремі, а у Кам'янці», «Ой над полем, над Поповим», пісня-легенда «Заснування град Кам'янця», старовинна пісня-легенда «Була в сотника Текля-донечка» .
Захоплюється також народними ремеслами, зокрема вишивкою.

## Праці
- Морально-естетичне виховання молодших школярів засобами української народної музики. — К., 2000. — 20 с.
- Морально-естетичне виховання учнів початкових класів засобами української народної музики. — Кам'янець-Подільський, 2004. — 124 с.
- Дитячий фольклор Поділля (антологія народної творчості): Навчальний посібник. — Кам'янець-Подільський, 2005. — 76 с.
- Дитячий фольклор Поділля (антологія народної творчості). Частина ІІ: Навчальний посібник. — Кам'янець-Подільський, 2006.
- Організаційно-методичні підходи щодо викладання «Світової художньої культури» у загальноосвітній школі: Методичні поради. — Кам'янець-Подільський: Абетка, 2006.
- Дидактичні ігри у музично-виховній роботі з молодшими школярами // Наукові записки. Психолого-педагогічні науки. — 2005. — № 2. — С. 80—82.